# Voorjaarshooiwagen
Voorjaarshooiwagen (Rilaena triangularis) is een hooiwagen, waarvan de imagines graag op brandnetels zitten. Hij komt in een zeer breed scala aan biotopen voor, ontbreekt alleen in de
allerdroogste gebieden. Volwassen dieren zijn aanwezig van eind maart tot juli.

## Kenmerken
Het is een grote bruine hooiwagen met lange poten. De lengte is 3,5 tot 7 mm. De vrouwtjes hebben een duidelijk zadel tekening. Bij mannetjes is deze vaag of ontbreekt in het geheel. De oogheuvel heeft twee rijen duidelijke tanden, minder breed dan van Platybunus pinetorum. Mannetje hebben een uitsteeksel op het tweede kaaklid.

## Voorkomen
Hij komt voor in heel Europa, met uitzondering van Spanje en Portugal.